# Taht-e Solejman
Taht-e Solejmān (perzijsko تخت سلیمان, dob. 'Salomonov prestol') je arheološko najdišče v provinci Zahodni Azerbajdžan v Iranu, ki sega v čas Sasanidskega cesarstva. Leži na sredini med Urmijo in Hamadanom, zelo blizu današnjega mesta Takab in 400 km zahodno od Teherana.
Utrjeno mesto na hribu, ki je nastalo zaradi izliva s kalcijem bogatega izvirskega ribnika, je bilo julija 2003 priznano kot svetovna dediščina. Citadela vključuje ostanke Adur Gushnasp, zoroastrskega templja ognja, zgrajenega v obdobju Sasanidov in delno obnovljen (kot mošeja) v obdobju Ilkanidov. V tem templju je bil eden od treh legendarnih velikih ognjev ali kraljevih ognjev, pred katerimi so se sasanidski vladarji poklanili, da bi se povzpeli na prestol. Ogenj pri Taht-i Solejmanu se je imenoval Adur Gushnasp in je bil posvečen arteštarju ali bojevniškemu razredu Sasanidov. Armenski rokopis iz 4. stoletja, ki se nanaša na Jezusa in Zaratustro, in različni zgodovinarji islamskega obdobja omenjajo ta ribnik. Tej legendi pripisujejo temelje svetišča ognja okoli ribnika. Taht-e Solejman se pojavi na zemljevidu Tabula Peutingeriana iz 4. stoletja.
Svetopisemsko ime je to mesto dobilo po arabski invaziji na Iran v 7. stoletju. Ljudska legenda pripoveduje, da je kralj Salomon zapiral pošasti v bližnji 100 m globok krater, ki se imenuje Zendan-e Solejman ("Salomonov zapor"). Salomon naj bi ustvaril tudi tekoči ribnik v trdnjavi.
Arheološka izkopavanja so razkrila sledove okupacije v 5. stoletju pred našim štetjem v obdobju Ahemenidov, pa tudi kasnejše partske naselbine v citadeli. Tam so bili odkriti tudi kovanci iz obdobja vladavine sasanidskih kraljev in bizantinskega cesarja Teodozija II. (408–450).

## Ilkanidsko obdobje Taht-e Solejmana
Ostanke kompleksa Taht-e Solejman je mogoče najti na travnati ravnici, obdani z vulkansko gorsko regijo. Takt-e Solejman pomeni Salomonov prestol v perzijščini, Sughurlukh v turščini, kar pomeni »kraj, poln svizcev«, in je bil zgrajen v 13. stoletju pod dinastijo Ilkanidov kot poletna in lovska palača. Pred tem je bil kraj zoroastrski tempelj ognja, ki je bil državna vera sasanidske dinastije in ki so ga zgradili v 5. stoletju. Ilkanidski pokrovitelj, Abaka kan (r. 1265-82), drugi Ilkanski vladar in sin Huleguja, prvega vladarja Ilkanidske rodbine, je to mesto izbral za svojo poletno rezidenco delno zaradi ogromnih ruševin, ki so ostale od starega templja ognja in Sasanidske palače. Ustvaril je lahko svoj kompleks z uporabo starodavne postavitve in splošne usmeritve, da bi mu pomagal narekovati lasten arhitekturni načrt. Izbira tega zgodovinskega mesta v Iranu je tudi legitimizirala njihovo prisotnost v prejšnji iranski kulturi. Ilkanidi so se želeli integrirati v zgodovinsko iransko strukturo, zato so uporabili že obstoječo in predislamsko sasanidsko strukturo za izgradnjo lastnega postislamskega in mongolsko navdihnjenega kompleksa.

### Okvir
Kompleks je nastal v zgodnji fazi Ilkanidskega imperija in je bil sinteza iranske in srednje/vzhodnoazijske tradicije. Med vladavino Hulegu kana so Ilkanidi doživeli velik uspeh pri nenehnem osvajanju dežel, tako da so provinca Azerbajdžan v Iranu in tri iranska mesta v bližini, Tabriz-Maragha-Jaghatū, postali politični sedež rodbine, ki je bila zdaj v Iranu. To je bilo deloma posledica naravnih prednosti pokrajine z visokimi gorami, ki se spuščajo v nižinske ravnice, toplim podnebjem okoli Urmijskega jezera (veliko vodno telo v bližini kompleksa) in bujnimi, rodovitnimi tlemi za idealno kmetijstvo. Ilkanidi so bili prvotno navajeni nomadskega mongolskega življenjskega sloga, saj so živeli v šotorskih taboriščih kot svojih pravih prebivališčih. Zato bi se lahko družine zlahka zgrinjale v to bivalno, rodovitno in varno deželo, da bi postavile svoje šotore. Vendar pa je zdaj v iranski deželi in po novih kulturnih in arhitekturnih vplivih plemstvo Ilkanidov zgradilo Taht-e Solejman, se dejansko naselilo v deželi in vključevalo tako nomadsko kot stalno arhitekturo. Poleg tega je bil Hulegu osredotočen na osvajanje Sirije in Egipta, zato je njegov sin po očetovi smrti želel nadaljevati prvotni načrt. Gradnja tega mesta se je začela kmalu po Abakajevem ustoličenju, najverjetneje leta 1271. Odločil se je, da bo ostal blizu sedanjega glavnega sedeža rodbine v severozahodnem Iranu, blizu Sirije in Egipta. Na splošno je zgradil to veličastno letovišče zase, za tiste na dvoru Ilkanidov, ki so živeli v bližnjih mestih Maragha in Jaghatū. Na koncu je bilo mesto Taht-e Solejman izjemno koristno zaradi zgodovinskih, geografskih, družbenih in političnih razlogov.

### Vplivi
Ilkanidi prvotno niso bili islamska rodbina, a ko so se naselili v iranskih deželah in ustanovili novo kraljestvo, so se morali prilagoditi. Spreobrnili so se v glavno vero svojega novega ozemlja in prepletli uveljavljeno umetnostno in arhitekturno tradicijo svojega novega doma s tradicijo Mongolov in tistih iz vzhodne Azije. Združili so začasno in stalno arhitekturo, kar je razvidno iz Taht-e Solejmana, edine ohranjene posvetne zgradbe iz obdobja Ilkanidov. Ta kompleks ima oprijemljivo sposobnost prikazati povezavo med Kitajsko in Iranom prek postavitve in okraskov. Obstajale so stolpne strukture poligonalne oblike, ki naj bi temeljile na obliki mongolskih šotorov. Kitajski motivi, kot so zmaji in feniks, so najdeni na pravokotnih ploščicah iz Taht-e Solejmana, kar kaže na prenos kulturnih motivov, ki so jih namerno izbrali Ilkanidi. Sam načrt spominja na mongolski štab na Kitajskem, ki je bil navdihnjen s tradicionalnim kitajskim mestnim načrtom, pa tudi na klasično mongolsko nomadsko taborišče. To povezuje imperij Ilkanidov z velikimi in močnimi dinastijami z Vzhoda v vrsti dinastičnih umetniških tradicij. Dejavnosti v Taht-e Solejmanu so prav tako podobne tistim v palačah užitka na Kitajskem, kjer je bilo znotraj zidov veliko prostora za lov, na ozemlju palače pa je bilo jezero. Ilkanidi so v tej poletni postojanki opravljali tudi upravne in dvorne naloge, s številnimi sojenji, sestanki s tujimi vladarji in sodišči, proslavami in ustoličevanjem. To je bil kraj za elito, kamor je pobegnila od živahnih mest in vojn, kraj za umik, poln pisanih okraskov, razkošje za ilhanidsko dvorišče in vojake ter kraj za pomembne dejavnosti, ki jih je bilo treba opraviti.

### Kompleks
Taht-e Solejman, ki jo je zgradil ilkanidski vladar Abak kan in kasneje dokončal njegov sin Arghun, je ilkanidska poletna palača, ki stoji neposredno na vrhu ruševin sasanidskega svetišča. Palača je orientirana kardinalno kot v mongolski tradiciji, pri čemer je celoten kompleks obdan z utrjenim ovularnim zidom. Znotraj tega zidu je kompleks sestavljen iz velikega dvorišča z umetnim jezerom v središču. Celotno dvorišče je uokvirjeno s portiki, štirimi kompleksi ivanov v vsaki kardinalni smeri in več poligonalnih struktur. Dve veliki pravokotni dvorani sta nameščeni pred južnim ivanom in povezujeta obdajajočo ovulasto steno z dvoriščem prave palače. Avdienčna dvorana z veliko kupolo je za severnim ivanom na mestu, kjer je bil sasanidski tempelj ognja. Medtem ko sta severni in južni ivan osredotočena na stene kompleksa s portiki, sta vzhodni in zahodni ivan postavljena na severne robove. Dvorana za zahodnim ivanom stoji med dvema poligonalnima strukturama, natančneje osmerokotnima prostoroma južno in severno od ivana, ki sta služili kot prestolna soba in kasneje kot rezidenca ilkanidskega vladarja. Ostanki ometa na tleh v zahodnem ivanu dokazujejo, da je bila kupola južne dvorane bogato okrašena z muqarnas. Stene palače, še posebej severne sobe, pritrjene na zahodni ivan, so bile okrašene s poslikano štukaturo v zgornjih delih in letvijo v spodnjih delih, z dovršenimi sijajnimi ploščicami v tehniki perzijske keramike. Ti motivi iz ploščic so bili večinoma sestavljeni iz zvezd in podobnih geometrijskih oblik ter so vključevali tudi junaške figuralne podobe. Na številnih stenah so bili poleg napisov tudi friz s podobnimi geometrijskimi in figuralnimi motivi. Muqarnas in sijajne ploščice ter poslikane štukature na stenah kažejo na pomembnost razkošnega okrasja ilkanidske arhitekture, zlasti s palačnimi strukturami. Poleg tega Taht-e Solejman dokazuje pomen, ki so ga Ilkanidi dajali posvetni arhitekturi.

### Strop iz muqarnas
Izpod ruševin Taht-e Solejmana, natančneje v južni osmerokotni komori zahodnega ivana, so izkopali ploščo s štukaturo, ki jo zdaj hranijo v Teheranu v Iranskem narodnem muzeju. Na tej mavčni plošči je muqarnasov načrt, za katerega se domneva, da ustreza eni četrtini muqarnasovega oboka južne komore zahodnega ivana. Ta plošča muqarnas je eden od najzgodnejših znanih primerov islamskega arhitekturnega načrta za oblikovanje muqarnas. Čeprav je zdaj razdeljen na več kosov, je dizajn na plošči sestavljen iz geometrijske mreže, dolžine 42 cm, za ukrivljen dizajn muqarnas. Večino zasnove sestavljajo kvadrati, rombi in enakokraki trikotniki, vsi razporejeni vzdolž diagonalne osi s praznim zgornjim desnim kotom, ki ustreza središču oboka muqarnas. Koti vsakega elementa so večkratniki 45° z nekaj izjemami.
Znanstveniki in arheologi islamske arhitekture so večkrat poskušali rekonstruirati modele plošče muqarnas, najdene v Taht-e Solejmanu, da bi nato razumeli, kako bi lahko bile videti muqarnas v palači. Ti učenjaki so svoje načrte utemeljili v zgodovinskem in kulturnem kontekstu s sklicevanjem na spise islamskega matematika in astronoma Gijasedin al-Kašija (v katerih opisuje uporabo, načrtovanje in gradnjo muqarnas), različnih struktur iz istega obdobja Ilkanidov (Velika mošeja v Natanzu in grobnica šejka Abd al-Samada al-Isfahanija iz Natanza), prejšnje interpretacije plošče muqarnas (predvsem strokovnjakov Ulrich Harb in Mohammad-Ali Jalal Yaghan), kot tudi tradicije muqarnas, ki se uporabljajo danes, so neposredno podedovane prek tradicije obdobja Ilkanidov (kot pri delavnicah muqarnas v Fesu v Maroku).

### Ploščice Taht-e Solejman
Ploščice, najdene v Taht-e Solejmanu, so velike umetniške vrednosti, ki prikazujejo interakcijo in vpliv Kitajske v 14. stoletju. Ploščic je bilo šest vrst: neglazirana, delno glazirana, enobarvna glazirana, sijajna, lajvardina (kobaltno modra in bela) in glazirana lajvardina. Zunanje ploščice, vključno z neglaziranimi, delno glaziranimi in enobarvnimi glaziranimi, so oblikovane kot šesterokotniki in sestavljene iz rdečkaste gline s turkizno ali modro barvo. Oblikovanje se zgleduje po mongolski in kitajski keramiki, vključno z motivi zmajev ali feniksov in oblikovanjem prepletenih linij. Po drugi strani pa med ploščice za notranjo opremo uvrščamo luster poslikavo, lajvardino in glazirano lajvardino. Bile so belo in rumeno glazirane, običajno pa so bile tudi šesterokotne oblike. Kar zadeva oblikovanje, so te ploščice vključevale več predmetov s cvetličnimi, živalskimi in človeškimi motivi, kot je jezdec, obdan s cvetličnim lokom. Geometrijski vzorci so bili zelo razširjeni, vključno s prepletenimi črtami, ploščicami v obliki šesterokotnika in simboli osemkrake zvezde, ki izhajajo iz kitajske keramike, ki je bila zelo priljubljena pri iranskih trgovcih v 14. stoletju. Visoko spretno emajliranje na ploščicah z njihovimi površinskimi vzorci v modri in beli barvi lahko sledimo vse do islamskega mesta Bagdad.
Taht-e Solejmanovi okraski iz ploščic kažejo mešanje več kultur z uporabo umetniških tradicij iz budizma, kitajske mitologije in predislamskega Irana ter samega sedanjega islamskega sveta. Na primer, lotosov cvet, ki je prevzet iz budistične vere, se pogosto uporablja v cvetličnih vzorcih kot simbol bogastva ali pa se nanj gleda kot na svetega. Drugič, kot je bilo že omenjeno, je bil zmaj pogost motiv, povezan s taoizmom, konfucianstvom in budizmom. Predstavil je predstavo o suverenosti in je veljal za prednika vseh obstoječih živali. Reinterpretacija zmaja ali lotosovega cveta na iransko-islamski način je razširila raznolikost islamske umetnosti v srednjem veku. Tretjič, na ploščicah so vidne tudi ptice, natančneje žerjav, ki simbolizira dolgoživost in modrost iz kitajske mitologije. Mongolske tradicije se odražajo v pogosti temno modri barvi ploščic, ki predstavljajo nebo ali večnost. Obstajajo tudi mongolski prizori lova s konjeniki, ki izražajo njihove pomembne vojaške zadeve.
Na drugi strani pa so v ploščicah Taht-e Solejman izraženi tudi iranski elementi. To so predvsem literarne teme iz Šahname, Knjige kraljev. Šahnama je zgodovinsko poročilo o iranskih kraljih in mitoloških zadevah z uporabo kaligrafije in ilustracij. Na ploščici je na primer podoba Fariduna, enega od legendarnih predislamskih iranskih kraljev, ki so ga videli, kako premaga tirana Zahaka. Obstaja ploščica s podobo Bahrama V., ki je vladal v 5. stoletju v sasanidski rodbini, ki prikazuje lov na jelena z Azado, njegovim sužnjem. Drugi prizor je razložen s kaligrafijo z uporabo svetleče slike Rustama (slavnega iranskega bojevnika, ki je pogosto vključen v Šahnamo), ki ubija svojega sina Sohraba. Uporaba zgodb in slik iz Šahname prispeva k vključevanju ilkanidskega kralja v iransko zgodovino in kaže, kako Mongoli niso le tujci, ampak nasledniki Irana. Na ploščicah so tudi verske teme, predstavljene skozi citate iz Korana, ki omenjajo teme iz šiitske veje islama. Številne ploščice so izdelali obrtniki, ki so sledili šiitski poti, kjer ima šestkotna zunanja ploščica ime "Ali", bratranec preroka Mohameda, šestkrat okoli meje.

## Galerija
- Ruševine vrat Taht-e-Solejmane